# 톰 프랑코

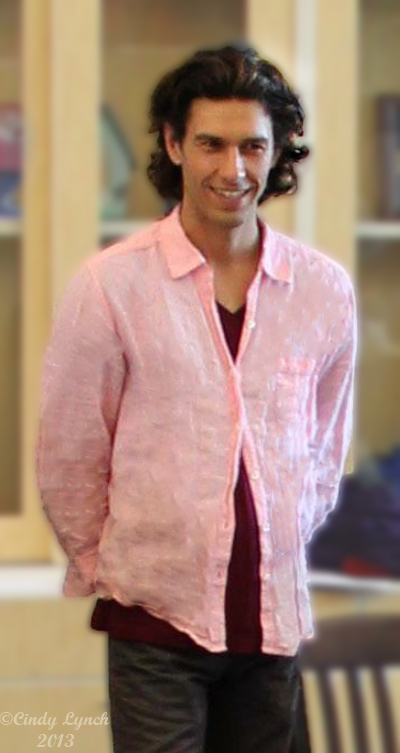

톰 프랑코(Tom Franco, 1980년 4월 14일 ~ )는 미국의 배우, 텔레비전 배우이다.
팰로앨토에서 태어났다.

## 영화
- 디재스터 아티스트 (2017년)
- 바스켓 케이스 2 (1990년)